# Æbbe la Jeune
Pour la fondatrice du prieuré de Coldingham, voir Æbbe de Coldingham.
Æbbe la Jeune est une martyre anglo-saxonne dont l'historicité est incertaine. Elle est fêtée le 2 avril.
Moniale à l'abbaye de Coldingham, Æbbe se serait tranché le nez et la lèvre supérieure pour éviter d'être violée par des maraudeurs vikings, un exemple suivi par les autres membres de sa communauté. Elles auraient ainsi échappé au viol, mais péri dans l'incendie du monastère par les Vikings, événement qui aurait eu lieu le 2 avril 870.
Les premiers à mentionner Æbbe sont deux chroniqueurs du XIIIe siècle : Matthieu Paris dans sa Chronica maiora et Roger de Wendover dans ses Flores Historiarum. Faute d'attestation antérieure, son histoire est considérée comme douteuse par les historiens contemporains.